# Talusspalte
Die Talusspalte (lateinisch Talus bipartitus, englisch talus cleft, split talus oder bipartite talus) ist eine seltene Ossifikationsstörung mit einer bei Geburt vorliegenden Spaltbildung im Sprungbein (Talus), nicht zu verwechseln mit dem außerhalb der Gelenkflächen liegenden Os trigonum.
Grundsätzlich kann ein Spalt in der Sagittalebene oder sehr selten koronar in der Frontalebene verlaufen.
Eine Talusspalte kann beim Osebold-Remondini-Syndrom vorkommen.
Kommt es im Verlaufe des Wachstums zur Fusion mit Auffüllen dieses Spaltes, ist diese Auffälligkeit als Normvariante anzusehen, treten jedoch Beschwerden auf, ist hauptsächlich die Osteochondrosis dissecans der Talusrolle differentialdiagnostisch abzugrenzen.

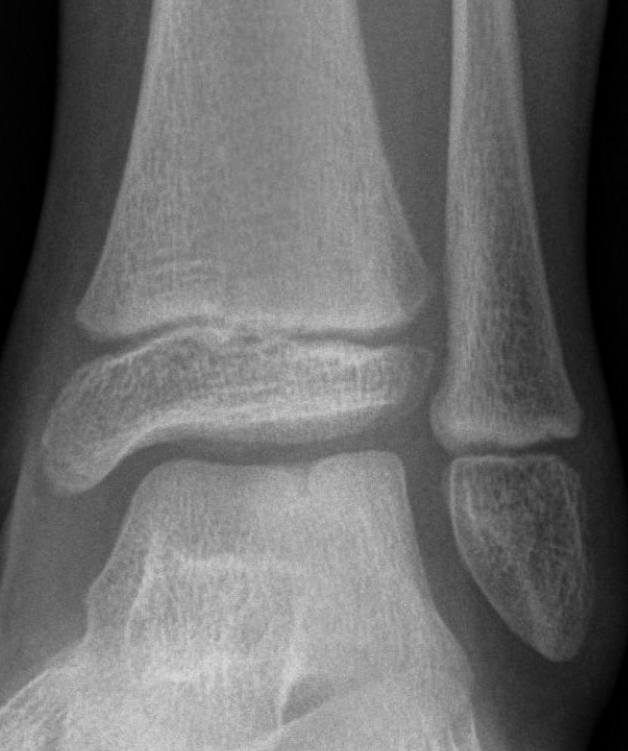
Talus bipartita (Talusspalte) bei einem 8-jährigen Mädchen im Rö-Bild OSG a.p.

## Diagnose
Bildgebend wird die Veränderung bereits im Röntgenbild ersichtlich und kann mittels Kernspintomographie oder Computertomographie genauer dargestellt werden.

## Differentialdiagnose
Abzugrenzen ist ein üblicherweise lateral oder medial lokalisierter OD-Herd der Talusrolle.

## Behandlung
Sollte sich im Verlauf des Wachstums nicht eine Ausheilung mit Fusion ergeben, kommen gegebenenfalls auch operative Maßnahmen infrage.